# Coppa FIRA 1990-1992
La Coppa FIRA 1990-92 (in francese Trophée européen FIRA 1990-92), anche Coppa Europa 1990-92, fu il 29º campionato europeo di rugby a 15 organizzato dalla FIRA.
Si tenne dal 30 settembre 1990 al 28 maggio 1992 tra 5 squadre che si affrontarono con la formula del girone unico.
A laurearsi campione fu la Francia, alla sua 24ª affermazione; alle sue spalle giunse l'Italia, imbattuta tranne che nei due incontri con i vicini d'Oltralpe.
La manifestazione, dopo l'intermezzo dell'edizione precedente, tornò alla cadenza biennale e alcune partite del torneo funsero anche come incontri di qualificazione alla Coppa del Mondo 1991; è il caso delle due partite giocate in Italia tra gli Azzurri e la Spagna e tra quest'ultima e la Romania.
Se da un lato la manifestazione vide l'esordio della Germania riunificata, prosecutrice del titolo sportivo della preesistente Germania Ovest, dall'altro fu l'ultima edizione per alcuni Paesi.
La Jugoslavia, in fase di dissoluzione e che si presentava al torneo in una veste ridotta, di fatto l'unione tra Serbia e Montenegro, neppure terminò il torneo di 3ª divisione perché il consiglio di sicurezza delle Nazioni Unite aveva deliberato l'embargo del Paese e il bando sportivo di qualsiasi sua rappresentativa nazionale, con conseguente esclusione dalla competizione (Art. 8/b risoluzione 727 del 30 maggio 1992).
L'ultima partita della formazione jugoslava fu il 21 aprile 1991 contro la Cecoslovacchia, una vittoria 22-6; la terza divisione divenne quindi uno spareggio tra Bulgaria e Cecoslovacchia, vinto da quest'ultima che accedette alla seconda divisione.
Diversa fu la sorte dell'Unione Sovietica, che a fine 1991 cessò di esistere: l'ultimo incontro con tale denominazione fu una vittoria 19-16 a Siviglia il 17 novembre 1991 contro la Spagna, ma la squadra terminò il torneo sotto la bandiera della Comunità degli Stati Indipendenti, per poi sciogliersi definitivamente e dare vita alle nuove squadre che aderirono alla F.I.R.A. prima del torneo successivo.
Non furono previste retrocessioni; dalla seconda divisione salirono Germania, Portogallo, Belgio, Marocco e Tunisia in vista dell'ampliamento a 10 squadre su due gironi del torneo di vertice dell'edizione successiva.
Dal punto di vista sportivo fu, invece, l'ultima edizione di torneo con la meta valevole 4 punti: il 17 aprile 1992 il congresso generale dell'IRFB a Wellington aveva deliberato, tra le altre modifiche regolamentari, l'aumento del valore della meta a 5 punti, variazione entrata in vigore a partire dalla successiva stagione sportiva.

## Squadre partecipanti
| 1ª divisione     | 2ª divisione | 2ª divisione | 3ª divisione | 3ª divisione   |
| 1ª divisione     | Girone A     | Girone B     | Girone A     | Girone B       |
| ---------------- | ------------ | ------------ | ------------ | -------------- |
| Francia          | Belgio       | Andorra      | Danimarca    | Bulgaria       |
| Italia           | Germania     | Marocco      | Finlandia    | Cecoslovacchia |
| Romania          | Paesi Bassi  | Portogallo   | Norvegia     | Jugoslavia     |
| Spagna           | Polonia      | Tunisia      | Svezia       |                |
| Unione Sovietica |              |              |              |                |

## 1ª divisione
| Data       | Incontro                      | Risultato | Sede       |
| ---------- | ----------------------------- | --------- | ---------- |
| 30-9-1990  | Italia ― Spagna               | 30-6      | Rovigo     |
| 3-10-1990  | Romania ― Spagna              | 19-6      | Padova     |
| 21-10-1990 | Unione Sovietica ― Romania    | 3-10      | Mosca      |
| 24-11-1990 | Italia ― Unione Sovietica     | 34-12     | Rovigo     |
| 2-3-1991   | Italia ― Francia XV           | 9-15      | Roma       |
| 17-4-1991  | Francia XV ― Unione Sovietica | 38-12     | Lorient    |
| 21-4-1991  | Romania ― Italia              | 18-21     | Bucarest   |
| 28-4-1991  | Spagna ― Francia XV           | 24-60     | Madrid     |
| 11-5-1991  | Unione Sovietica ― Spagna     | 30-3      | Mosca      |
| 22-6-1991  | Romania ― Francia             | 21-33     | Bucarest   |
| 3-11-1991  | Unione Sovietica ― Italia     | 3-21      | Mosca      |
| 17-11-1991 | Spagna ― Unione Sovietica     | 16-19     | Siviglia   |
| 9-2-1992   | Spagna ― Italia               | 21-22     | Madrid     |
| 16-2-1992  | Francia XV ― Italia           | 21-18     | Tarbes     |
| 22-3-1992  | Francia XV ― Spagna           | 53-4      | Perpignano |
| 4-4-1992   | Spagna ― Romania              | 6-0       | Madrid     |
| 18-4-1992  | Italia ― Romania              | 39-13     | Rovigo     |
| 10-5-1992  | Romania ― C.S.I.              | 34-6      | Bucarest   |
| 28-5-1992  | Francia ― Romania             | 25-6      | Le Havre   |
| 28-5-1992  | C.S.I. ― Francia XV           | 15-36     | Mosca      |

|  | Classifica | G | V | N | P | PF  | PS  | P±   | PT |
|  | ---------- | - | - | - | - | --- | --- | ---- | -- |
|  | Francia    | 8 | 8 | 0 | 0 | 281 | 109 | +172 | 24 |
|  | Italia     | 8 | 6 | 0 | 2 | 194 | 109 | +85  | 20 |
|  | Romania    | 8 | 3 | 0 | 5 | 121 | 139 | -18  | 14 |
|  | C.S.I.     | 8 | 2 | 0 | 6 | 100 | 192 | -92  | 12 |
|  | Spagna     | 8 | 1 | 0 | 7 | 86  | 233 | -147 | 10 |

## 2ª divisione

### Girone A
| Data       | Incontro               | Risultato | Sede             |
| ---------- | ---------------------- | --------- | ---------------- |
| 27-10-1990 | Belgio ― Polonia       | 12-15     | Liegi            |
| 25-11-1990 | Germania ― Belgio      | 7-7       | Hannover         |
| 14-1-1991  | Polonia ― Paesi Bassi  | 24-9      | Sopot            |
| 23-3-1991  | Belgio ― Paesi Bassi   | 15-12     | Bruxelles        |
| 28-4-1991  | Paesi Bassi ― Germania | 0-6       | per forfait      |
| 19-5-1991  | Germania ― Polonia     | 6-0       | Heidelberg       |
| 12-10-1991 | Polonia ― Belgio       | 16-16     | Lublino          |
| 3-11-1991  | Polonia ― Germania     | 6-10      | Danzica          |
| 23-11-1991 | Paesi Bassi ― Belgio   | 9-9       | 's-Hertogenbosch |
| 28-5-1992  | Germania ― Paesi Bassi | 7-3       | Hannover         |
| 11-4-1992  | Belgio ― Germania      | 17-10     | Bruxelles        |
| 14-5-1992  | Paesi Bassi ― Polonia  | 12-15     | Amsterdam        |

|  | Classifica  | G | V | N | P | PF | PS | P±  | PT |
|  | ----------- | - | - | - | - | -- | -- | --- | -- |
|  | Germania    | 6 | 4 | 1 | 1 | 46 | 33 | +13 | 15 |
|  | Belgio      | 6 | 2 | 3 | 1 | 76 | 69 | +7  | 13 |
|  | Polonia     | 6 | 3 | 1 | 2 | 76 | 65 | +11 | 13 |
|  | Paesi Bassi | 6 | 0 | 1 | 5 | 45 | 76 | -31 | 7  |

### Girone B
| Data      | Incontro             | Risultato | Sede       |
| --------- | -------------------- | --------- | ---------- |
| 9-3-1991  | Andorra ― Marocco    | 9-25      | Andorra    |
| 23-3-1991 | Portogallo ― Andorra | 33-15     | Coimbra    |
| 20-4-1991 | Tunisia ― Portogallo | 16-10     | Tunisi     |
| 4-5-1991  | Andorra ― Tunisia    | 16-14     | Andorra    |
| 4-5-1991  | Marocco ― Portogallo | 13-12     | Casablanca |
| 8-6-1991  | Marocco ― Tunisia    | 16-3      | Casablanca |
| 9-11-1991 | Tunisia ― Andorra    | 35-19     | Tunisi     |
| 1-1-1992  | Tunisia ― Marocco    | 9-3       | Tunisi     |
| 28-3-1992 | Andorra ― Portogallo | 6-29      | Andorra    |
| 11-4-1992 | Portogallo ― Marocco | 15-0      | Lisbona    |
| 25-4-1992 | Marocco ― Andorra    | 38-10     | Casablanca |
| 26-4-1992 | Portogallo ― Tunisia | 18-16     | Lisbona    |

|  | Classifica | G | V | N | P | PF  | PS  | P±  | PT |
|  | ---------- | - | - | - | - | --- | --- | --- | -- |
|  | Portogallo | 6 | 4 | 0 | 2 | 117 | 66  | +51 | 14 |
|  | Marocco    | 6 | 4 | 0 | 2 | 95  | 58  | +37 | 14 |
|  | Tunisia    | 6 | 3 | 0 | 3 | 93  | 82  | +11 | 12 |
|  | Andorra    | 6 | 1 | 0 | 5 | 75  | 174 | -99 | 8  |

## 3ª divisione

### Girone A
|  | Semifinali | Semifinali | Semifinali |           |        | Finale          | Finale          | Finale          |  |
|  |            |            |            |           |        |                 |                 |                 |  |
|  | Svezia     | Svezia     | 72         |           |        |                 |                 |                 |  |
|  | Svezia     | Svezia     | 72         |           |        |                 |                 |                 |  |
|  | Finlandia  | Finlandia  | 4          |           |        |                 |                 |                 |  |
|  | Finlandia  | Finlandia  | 4          |           | Svezia | Svezia          | 30              |                 |  |
|  |            |            |            |           | Svezia | Svezia          | 30              |                 |  |
|  |            |            | Danimarca  | Danimarca | 9      |                 |                 |                 |  |
|  | Danimarca  | Danimarca  | Danimarca  | Danimarca | 9      | 25              |                 |                 |  |
|  | Danimarca  | Danimarca  |            |           |        | 25              |                 |                 |  |
|  | Norvegia   | Norvegia   | 4          |           |        | Finale 3º posto | Finale 3º posto | Finale 3º posto |  |
|  | Norvegia   | Norvegia   | 4          |           |        |                 |                 |                 |  |
|  |            |            |            |           |        |                 |                 |                 |  |
|  |            |            |            |           |        | Finlandia       | Finlandia       | 18              |  |
|  |            |            |            |           |        | Finlandia       | Finlandia       | 18              |  |
|  |            |            |            |           |        | Norvegia        | Norvegia        | 3               |  |

### Girone B
| Data       | Incontro                    | Risultato | Sede        |
| ---------- | --------------------------- | --------- | ----------- |
| 11-11-1990 | Bulgaria ― Jugoslavia       | 3-0       | per forfait |
| 18-5-1991  | Cecoslovacchia ― Bulgaria   | 25-3      | Praga       |
| 21-4-1991  | Jugoslavia ― Cecoslovacchia | 22-6      | Belgrado    |
| 3-5-1992   | Bulgaria ― Cecoslovacchia   | 3-16      | Sofia       |
|            | Jugoslavia ― Bulgaria       | n/d       | annullata   |
|            | Cecoslovacchia ― Jugoslavia | n/d       | annullata   |

|  | Classifica     | G | V | N | P | PF | PS | P±  | PT |
|  | -------------- | - | - | - | - | -- | -- | --- | -- |
|  | Cecoslovacchia | 3 | 2 | 0 | 1 | 47 | 28 | +9  | 7  |
|  | Bulgaria       | 3 | 1 | 0 | 2 | 9  | 41 | -32 | 5  |
|  | Jugoslavia     | 2 | 1 | 0 | 1 | 22 | 9  | +13 | 4  |